# Ustrój polityczny Konga
Ustrój polityczny Konga (Republiki Konga) opiera się na Konstytucji Republiki Konga z 2015 roku. Kongo jest republiką pluralistyczną (wielopartyjną), w której prezydent jest głową państwa, a premier szefem rządu. Rada Ministrów jest powoływana przez Prezydenta. Władzę ustawodawczą sprawuje zarówno rząd (rada ministrów), jak i dwie izby parlamentu (Senat i Zgromadzenie Narodowe).

## Konstytucja Republiki Konga
Najważniejszy akt prawny (ustawa zasadnicza) Republiki Konga została uchwalona 6 listopada 2015 roku po przeprowadzonym 25 października tego samego roku referendum.
Składa się z preambuły i 21 rozdziałów obejmujących 246 artykułów.

### Historia konstytucji

#### Konstytucja z 2002 roku
Pierwsze prace nad konstytucją rozpoczęły się po zakończeniu wojny domowej, w 1997 roku, gdy do władzy doszedł Denis Sassou-Nguesso. Nowa konstytucja została zatwierdzona w przeprowadzonym w 2002 roku referendum konstytucyjnym, według informacji rządowych, 84,26% obywateli głosowało „za”.
Konstytucja z 2002 roku wprowadzała silną funkcję prezydenta, niwelowała urząd premiera, a także osłabiała kompetencje władzy ustawodawczej. Długość kadencji prezydenta została wydłużona do siedmiu lat (z limitem dwóch kadencji) oraz wprowadzała ograniczenie maksymalnego wieku kandydata – 70 lat.

#### Konstytucja z 2015 roku
Sassou Nguesso został wybrany prezydentem w 2002 oraz w 2009 roku. Pod koniec swojej drugiej kadencji przekroczył granicę wieku 70 lat, co oznaczało, że nie będzie mógł kandydować ponownie. W tym samym czasie rządząca Kongijska Partia Pracy (PCT), z którą związany był Sassou Nguesso, rozpoczęła publiczną dyskusję na temat potrzeby nowelizacji konstytucji z 2002 roku.

##### Protesty wobec pomysłu nowej konstytucji
Opozycja zarzucała partii rządzącej, że nowa konstytucja zostanie wprowadzona tylko po to, by umożliwić prezydentowi możliwość ponownego kandydowania, sam Sassou Nguesso z początku nie dementował, ani nie zaprzeczał tym plotkom.

##### Proponowane zmiany
Projekt zakładał konstytucję zbudowaną z 246 artykułów. Według projektu, konstytucja pozwalałaby na trzykrotne wybranie tej samej osoby na prezydenta, znosiła górną granicę wiekową 70 lat dla kandydatów, a także skracała długości kadencji prezydenckiej z siedmiu do pięciu lat. Ustanawiała również stanowisko premiera jako szefa rządu (dotychczas to prezydent pełnił jego obowiązki, a urząd premiera nie istniał).

##### Referendum konstytucyjne
Okres kampanijny został zarządzony na okres między 9, a 23 października 2015 roku. Kampanię oficjalnie, swoim przemówieniem, otworzył minister spraw wewnętrznych Raymond Mboulou.
W trakcie okresu kampanijnego nastąpiły liczne protesty, natomiast głosowanie odbyło się pokojowo, nie zarejestrowano żadnych doniesień o przemocy. Za przyjęciem nowej konstytucji głosowało 92,96% osób. Nowa konstytucja została oficjalnie przyjęta przez prezydenta Sassou Nguesso 6 listopada 2015 roku.

### Treść konstytucji
Konstytucja Republiki Konga składa się z preambuły i 246 artykułów, które znajdują się w obrębie 21 rozdziałów.

#### Preambuła
W preambule zwraca się uwagę na to, że Republika Konga jest narodem świeckim, a także że państwo szanuje prawa człowieka. Ponadto, podkreśla się wartości demokratyczne.

#### Rozdziały konstytucji
| Rozdział | Treść                                             | Artykuły |
| -------- | ------------------------------------------------- | -------- |
| I        | Państwo i suwerenność                             | 1–7      |
| II       | Podstawowe prawa i wolności                       | 8–56     |
| III      | Partie polityczne i opozycja                      | 57–63    |
| IV       | Władza wykonawcza                                 | 64–106   |
| V        | Władza ustawodawcza                               | 107–137  |
| VI       | Stosunki między władzą wykonawczą, a ustawodawczą | 138–165  |
| VII      | Władza sądownicza                                 | 166–174  |
| VIII     | Sąd Konstytucyjny                                 | 175–188  |
| IX       | Sąd Dyscypliny Budżetowej                         | 189–190  |
| X        | Wysoki Sąd Sprawiedliwości                        | 191–195  |
| XI       | Economic, Social and Environmental Council        | 196–199  |
| XII      | Rzecznik Praw Obywatelskich                       | 200–203  |
| XIII     | Siły zbrojne                                      | 204–207  |
| XIV      | Rady Regionalne                                   | 208–211  |
| XV       | Rada Wolności i Komunikacji                       | 212–213  |
| XVI      | Komisja Praw Człowieka                            | 214–216  |
| XVII     | Traktaty i Umowy Międzynarodowe                   | 217–223  |
| XVIII    | Status byłych prezydentów                         | 224–226  |
| XIX      | Rady Konsultacyjne                                | 227–239  |
| XX       | Zmiany w Konstytucji                              | 240–242  |
| XXI      | Postanowienia końcowe                             | 243–246  |

## Parlament
Parlament Republiki Konga jest głównym organem władzy ustawodawczej w Republice Konga. Ma charakter bikameralny; składa się ze Zgromadzenia Narodowego oraz Senatu.

### Zgromadzenie Narodowe
Zgromadzenie Narodowe jest izbą niższą i składa się ze 151 deputowanych. Wybierani są na pięcioletnią kadencję, w 151 jednomandatowych okręgach wyborczych.
Ostatnie wybory do Zgromadzenia Narodowego odbyły się 16 lipca 2017 roku, większość uzyskała Kongijska Partia Pracy (PCT) zdobywając 96 mandatów.

### Senat
Senat jest izbą wyższą i składa się z 72 członków (sześciu z każdego z 12 regionów Konga), wybieranych na sześcioletnią kadencję przez rady regionalne. Senat reprezentuje władze lokalne.
Ostatnie wybory do Senatu odbyły się 31 sierpnia 2017 roku, większość uzyskała Kongijska Partia Pracy (PCT) zdobywając 46 mandatów.

## Rząd

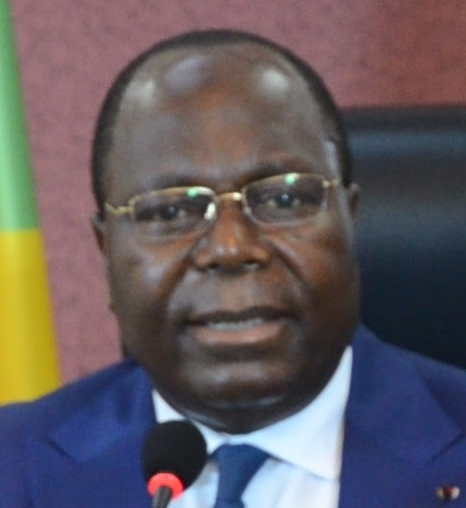
Clément Mouamba – obecny premier Republiki Konga

Obecny rząd został zaprzysiężony 22 sierpnia 2017 roku. Na czele rządu stoi premier, Clément Mouamba. Składa się z premiera, wicepremiera, sekretarza stanu, 32 ministrów i pełnomocnika premiera ds. decentralizacji.

### Skład rządu
- Premier
- Wicepremier ds. Administracji Państwowej, Reformy Państwa i Bezpieczeństwa Socjalnego[28]
- Pełnomocnik Premiera ds. Decentralizacji

#### Ministrowie Stanu
- Minister Rolnictwa, Hodowli i Rybołówstwa[28]
- Minister Gospodarki, Przemysłu i Sektora Publicznego[28]
- Minister Handlu, Zaopatrzenia w Żywność i ds. Konsumentów[28]
- Dyrektor Biura Prezydenta Republiki (w randze ministra stanu)[30][31]

#### Ministrowie
- Minister Spraw Zagranicznych, Współpracy i ds. Diaspory[28]
- Minister Spraw Wewnętrznych i Decentralizacji[28]
- Minister Obrony Narodowej[28]
- Minister Górnictwa i Geologii[28]
- Minister Gospodarki Przestrzennej i Robót Publicznych[28]
- Minister ds. Ropy i Gazu Ziemnego[28]
- Minister Finansów i ds. Budżetu[28]
- Minister Łączności i ds. Mediów (Rzecznik Rządu)[28]
- Minister Szkolnictwa Wyższego[28]
- Minister Wyposażenia Technicznego i ds. Utrzymania Dróg[28]
- Minister Szkolnictwa Podstawowego i Średniego oraz ds. Walki z Analfabetyzmem[28]
- Minister Sprawiedliwości, ds. Praw Człowieka oraz Rdzennej Ludności[28]
- Minister ds. Małych i Średnich Przedsiębiorstw, Rzemiosła oraz Sektora Nieformalnego[28]
- Minister Energetyki i Gospodarki Wodnej[28]
- Minister ds. Gruntów Publicznych i Kontaktów z Parlamentem[28]
- Minister ds. Specjalnych Stref Ekonomicznych[28]
- Minister Kształcenia Technicznego i Kształcenia Zawodowego oraz Zatrudnienia[28]
- Minister Budownictwa, Urbanizacji i ds. Miast[28]
- Minister Leśnictwa[28]
- Minister Transportu, Lotnictwa Cywilnego i Marynarki Handlowej[28]
- Minister Zdrowia, ds. Ludności, ds. Promocji Kobiet i Integracji Kobiet na rzecz Rozwoju[28][32]
- Minister ds. Badań Naukowych i Innowacyjności[28]
- Minister Planowania, Statystyki i Integracji Regionalnej[28]
- Minister Poczt, Telekomunikacji i E-gospodarki[28]
- Minister Turystyki i Ochrony Środowiska[28]
- Minister Sportu i Wychowania Fizycznego[28]
- Minister Spraw Społecznych i Akcji Humanitarnych[28]
- Minister ds. Młodzieży i Edukacji Obywatelskiej[28]
- Minister Kultury i Sztuki[28]

## Prezydent

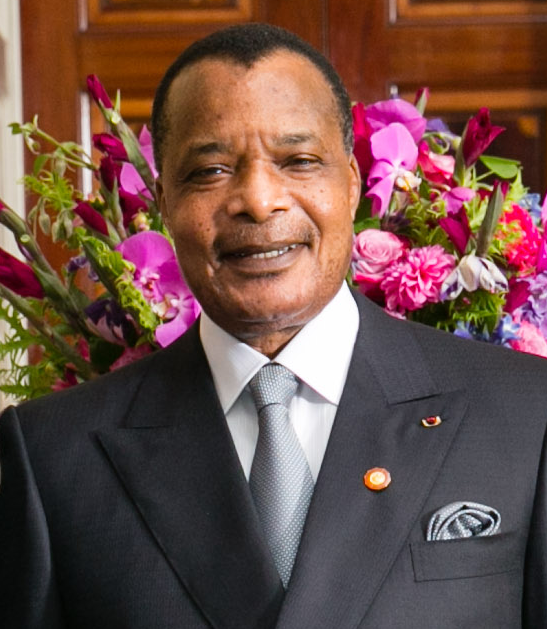
Denis Sassou-Nguesso – obecny prezydent Republiki Konga

Głową państwa jest prezydent. Od czasu wprowadzenia konstytucji w 2015 roku, prezydent przestał być szefem rządu a stał się nim premier. Prezydent powołuje radę ministrów, jest wybierany w głosowaniu powszechnym, absolutną większością głosów, w dwóch turach, na 5-letnią kadencję (z możliwością ubiegania się o 2 kolejne kadencje).
Obecnym prezydentem, od 1997 roku, jest Denis Sassou-Nguesso.

## Samorząd terytorialny
Według artykułu 208 Konstytucji Konga "Społeczności lokalne w Republice Konga to departamenty i gminy".
Artykuł 209 Konstytucji Konga stanowi, że "Społeczności lokalne administrują się same, swobodnie, poprzez wybrane rady (...)". W następnym artykule wyrażono kompetencje społeczności lokalnych.

### Kompetencje społeczności lokalnych
Do konstytucyjnych kompetencji społeczności lokalnych należą:
- planowanie, rozwój i organizacja przestrzenna (aménagement) departamentu;
- urbanistyka i środowisko;
- nauczanie przedszkolne, podstawowe i średnie;
- podstawowa ochrona zdrowia, działania społeczne i ochrona ludności;
- zapobieganie, zmniejszanie ryzyka i zarządzanie w trakcie katastrof;
- dbanie o środowisko i turystykę;
- prowadzenie akcji sportowych i kulturalnych;
- rolnictwo, hodowla zwierząt, rybołówstwo i hodowla ryb;
- administracja i finanse;
- handel i rzemiosło artystyczne;
- utrzymanie dróg (routier).

## Partie polityczne
W Republice Konga funkcjonuje system partii dominującej, w ramach którego tylko jedna partia może mieć realną władzę w państwie. Obecnie partią rządzącą w Zgromadzeniu Narodowym, jak i w Senacie jest Kongijska Partia Pracy.

### Partie w parlamencie

#### Senat
W skład Senatu Republiki Konga wchodzi 11 partii politycznych.
| Partia | Ilość mandatów |
| --- | -------------- |
| Kongijska Partia Pracy (Parti Congolais du Travail PCT)                                                                               | 46             |
| Rally for Democracy and Social Progress (Rassemblement pour la démocratie et le progrès social)                                       | 2              |
| Action Movement for Renewal (Mouvement Action Renouveau, MAR)                                                                         | 2              |
| Panafrykański Związek na rzecz Demokracji Społecznej (Union Panafricaine pour la Démocratie Sociale UPADS)                            | 2              |
| Republican Liberal Party (PRL) | 1              |
| Patriotic Front (FP) | 1              |
| Party for Unity, Freedom and Progress (Pulp)                                                                                          | 1              |
| Club 2002 - Party for the Unity of the Republic (PUR)                                                                                 | 1              |
| Zgromadzenie obywateli (Rassemblement des Citoyens RC)                                                                                | 1              |
| Republican Dynamics for Development (DRD)                                                                                             | 1              |
| Kongijski ruch na rzecz Demokracji i Rozwoju Integralnego (Mouvement congolais pour la démocratie et le développement intégral MCDDI) | 1              |

#### Zgromadzenie Narodowe
W skład Zgromadzenia Narodowego Republiki Konga wchodzi 19 partii politycznych.
| Partia | Ilość mandatów |
| --- | -------------- |
| Kongijska Partia Pracy (Parti Congolais du Travail, PCT)                                                                               | 96             |
| Panafrykański Związek na rzecz Demokracji Społecznej (Union Panafricaine pour la Démocratie Sociale, UPADS)                            | 8              |
| Kongijski ruch na rzecz Demokracji i Rozwoju Integralnego (Mouvement congolais pour la démocratie et le développement intégral, MCDDI) | 4              |
| Action Movement for Renewal (Mouvement Action Renouveau, MAR)                                                                          | 3              |
| Rally for Democracy and Social Progress (Rassemblement pour la démocratie et le progrès social, RDPS)                                  | 3              |
| Republican Dynamics for Development (DRD)                                                                                              | 3              |
| Union for a Popular Movement (UMP) | 2              |
| CRDP | 1              |
| Zgromadzenie obywateli (Rassemblement des Citoyens, RC)                                                                                | 1              |
| Club 2002 - Party for the Unity of the Republic (PUR)                                                                                  | 1              |
| Patriotic Front (FP) | 1              |
| Związek Sił Demokratycznych (Union des Forces Démocratiques, UFD)                                                                      | 1              |
| La Chaîne | 1              |
| Movement for Democracy and Progress (Mouvement pour la démocratie et le progrès, MDP)                                                  | 1              |
| Party for Agreement and Political Action (PCAP)                                                                                        | 1              |
| Congress for Democracy and the Republic (CDR)                                                                                          | 1              |
| Party for Unity, Freedom and Progress (Pulp)                                                                                           | 1              |
| Republican Liberal Party (PRL) | 1              |
| National Movement for the Liberation of Congo (MNLC)                                                                                   | 1              |